# Теорија З
Теорија З је облик управљања који укључује облике јапанске праксе управљања прилагођених америчком окружењу. Теорија З наглашава квалитетне односе са људима и неформалне и демократске односе засноване на поверењу.
Упркос свим овим напорима да се брине о људској компоненти у компанијама, хијерархијска структура остаје нетакнута и одговорност остаје на појединцу, што је у потпуној супротности са принципима јапанског менаџмента.
Иронично је да су јапански менаџмент и теорија З засновани на Демингових 14 принципа који нису били прихваћени у САД. Затим је отишао у Јапан и био један од најзаслужнијих за велики јапански развој осамдесетих година. На крају, ове исте теорије и принципи се враћају у САД са много закашњења.